# ドラゴンスレイヤー (映画)
『ドラゴンスレイヤー』（Dragonslayer）は、1981年にパラマウント映画とウォルト・ディズニー・プロダクションの共同により製作されたアメリカ映画。
日本では劇場公開されず、公開から5年後にビデオスルーとして発売された。（後述）
「聖ゲオルギオスの竜退治」をモチーフとしている。

## ストーリー
中世のイングランド。若者ゲイレンは、偉大な魔術師ウルリクのもとで、修行に励んでいた。そんなある日、若者ヴァレリアン（最初は男装しており、旅の途中でゲイレンに女性であることを知られることになる）を始めとする辺境ウルランドからの巡礼がウルリクの元を訪れる。毎年2人の処女を生贄に要求する悪竜ヴァーミスラックス・ペジョラティヴを退治して欲しいというのだ。だが、ウルリクはカシオドラス王の使者ティリアンの手で殺される。遺言に従い、ウルリクの遺体を火葬したゲイレンは遺されたアミュレット（護符）を頼りに、代わりに竜退治を遂行しようとウルランドの巡礼たちに同行する。
ヴァーミスラックス・ペジョラティヴの巣穴に着いたゲイレンは、魔法で岩を崩しヴァーミスラックス・ペジョラティヴを封じ込めることに成功する。村では祝いの祭が開かれ、ヴァレリアンもドレスを着て、これまでヴァーミスラックス・ペジョラティヴの生贄のくじ引きで選ばれないよう男として育てられたことを明かす。そこに王の使いとしてティリアンが現れ、ゲイレンをカシオドラス王の元へと連れて行く。カシオドラス王は、これまで上手くやっていたのに余計な事をしたとゲイレンを牢に入れてしまう。
牢のゲイレンを訪れたエルスペス姫はクジ引きに細工がされており、王家の娘や金持ちの娘は絶対に生贄に当たらないようになっていたことを知るとゲイレンを牢から逃がした。その時、王国を揺るがす地響きが起き、ヴァーミスラックス・ペジョラティヴが健在であることが知れ渡った。
カシオドラス王の元では、次回の生贄を選ぶためクジ引きが行われた。イカサマを知ったエルスペス姫はクジに細工を行い、自らを選ばれた生贄としてヴァーミスラックス・ペジョラティヴの元へとおもむく。
カシオドラス王は態度を変え、ゲイレンにドラゴン退治を改めて依頼した。ゲイレンとヴァレリアンの父は、魔法を込めて最強の槍ドラゴンスレイヤーを鍛える。金床すら切断する切れ味のドラゴンスレイヤーを手にゲイレンは生贄の儀式へと向かう。儀式の邪魔をさせまいとティリアンが立ちふさがりゲイレンと戦う。その戦いの間にエルスペス姫は地中へと降りていった。ティリアンを倒したゲイレンも後を追い、地中に向かうが、エルスペス姫はヴァーミスラックス・ペジョラティヴの子供の竜の餌食になった後だった。子供の竜を殺し奥へと進むゲイレンの前に、子供の死を知って怒り狂うヴァーミスラックス・ペジョラティヴが現れる。
ヴァーミスラックス・ペジョラティヴにはドラゴンスレイヤーでも歯が立たなかった。ゲイレンは遺言を思いだし、ウルリクの遺灰を湖にまくと、ウルリクが蘇えった。ウルリクはヴァーミスラックス・ペジョラティヴと魔法で戦う。嵐を呼んで雷でヴァーミスラックス・ペジョラティヴを撃つが、それでもヴァーミスラックス・ペジョラティヴは倒せない。ヴァーミスラックス・ペジョラティヴがウルリクをつかみ空中へと舞い上がった時、ゲイレンはウルリクの指示に従ってアミュレットを打ち砕いた。すると、ウルリクの身体が大爆発を起こした。ヴァーミスラックス・ペジョラティヴも大爆発で焼けただれ地面に墜ち、ついに息途絶えた。
焼けただれたヴァーミスラックス・ペジョラティヴの死骸の傍らに佇むゲイレンとヴァレリアンの元へ、カシオドラス王の一行が現れる。カシオドラス王はヴァーミスラックス・ペジョラティヴの死骸に剣を突きて、王の従者が浪々と宣誓した。「ここに、偉大なるカシオドラス王、悪竜ヴァーミスラックス・ペジョラティヴを退治する」
ゲイレンとヴァレリアンは白馬にまたがりいずこかへと旅立つのであった。

## 解説
特撮の面からは世界で初めてゴー・モーションが本格的に使われたことが特筆される。
ピーター・マクニコル、ケイトリン・クラークは共に本作がデビュー作になる。
本作でドラゴンを倒したドラゴンスレイヤーとなったのは、上述の通りにカシオドラス王である。このことから、他のドラゴン退治物と異なり、「英雄とはなにか」「伝説に隠された真実とはなにか」、単なる怪物退治のみに留まらない何かがあるのではないかと、観た者に考えさせる内容となっている。

## キャスト
※括弧内は日本語吹替（ソフト未収録）
- ゲイレン - ピーター・マクニコル（松本保典）
- ヴァレリアン - ケイトリン・クラーク（英語版）（坂本千夏）
- 魔術師ウルリク - ラルフ・リチャードソン（大塚周夫）
- 剣士ティリアン - ジョン・ハラム（英語版）（小林清志）
- エルスペス姫 - クロエ・サラマン（井上喜久子）
- カシオドラス王 - ピーター・アイア（英語版）（嶋俊介）
- ヴァレリアンの父 - エムリス・ジェームズ（峰恵研）
- ホッジ - シドニー・ブロムリー（辻村真人）
- 神父 - イアン・マクダーミド（納谷六朗）

## スタッフ
- 監督：マシュー・ロビンス
- 製作総指揮：ハワード・W・コッチ
- 脚本：マシュー・ロビンス、ハル・バーウッド
- 製作：ハル・バーウッド
- 撮影：デレク・ヴァンリント
- 編集：トニー・ローソン
- 特殊効果：ブライアン・ジョンソン、デニス・ミューレン、インダストリアル・ライト&マジック
- 音楽：アレックス・ノース

## ヴァーミスラックス・ペジョラティヴ
ヴァーミスラックス・ペジョラティヴ（英語: Vermithrax Pejorative）は、本作に登場するドラゴンの固有名。
「ヴァーミス」はラテン語で英語では英語: Wormとなり、ミミズや蠕虫を意味する。古英語では蛇や大蛇の意味あいもあり、転じて飛行しないドラゴン全般を指す言葉でもある。名前全体を訳すと「軽蔑的なトラキアの竜」ほどの意になる。
その姿はワイバーンに近く、前脚はコウモリのような皮の被膜の翼になっている。また、ヴァーミスラックス・ペジョラティヴはこの翼で自由に飛行することができる。その一方で、地上を歩くのは苦手で、後ろ脚だけで歩くことはできず、前脚の先についている小さな爪を使って這うように歩くことしかできない。
口からは炎を吐くことができ、この炎は人間を一瞬で焼き尽くす。前脚の爪も切れ味が鋭い。
その出自は不明であるが、ヴァレリアンらがドラゴンの証拠として持ってきた鱗を一目見ただけでウルリクはヴァーミスラックス・ペジョラティヴの名前を言い当てたことから、久保田悠羅は「ウルリクとは別の魔法使いがヴァーミスラックス・ペジョラティヴを作ったのではないか」と推測している。

## ビデオソフト
1986年3月25日にポニー（現：ポニーキャニオン）からビデオが発売された。その後、レーザーディスク社（現：NBCユニバーサル・エンターテイメントジャパン）及びパイオニアからレーザーディスクが、日本ビクター（現：JVCケンウッド）からVHDがそれぞれ発売された。
後にバンダイ メディア事業部（現：バンダイナムコフィルムワークス）からビデオとLDが再発売され、このうちLDに関しては、ノートリミングシアターとしてステレオ音源が収録された（それ以外の媒体に関しては上記のものも含めてモノラル音源で収録されている）。
以上のビデオソフトは全て字幕版で収録されている他、DVDやBDに関しても、日本国内では発売されていない。
アメリカでは4Kスキャンとデジタル修復を施したブルーレイおよびUHD盤が、2023年3月21日に発売された。メイキング映像のほか、マシュー・ロビンスとギレルモ・デル・トロ（『クリムゾン・ピーク』などのコラボレーションがある）の音声解説を収録している。

## テレビ放送
- 2024年1月14日（日）午後12:15～午後2:15（111分）スターチャンネル1にて＜字幕スーパー版・ステレオ放送＞が初回放送された[2]。
- 2024年3月8日（金）午後8:00～午後10:00（111分）スターチャンネル3にて＜日本語吹き替え版・ステレオ放送＞が初回放送された[3]。
- 字幕版と吹替版では名前が一部異なる。

字幕版→吹替版：ゲイレン→ガレン。ウルリク→ウルリック。ホースリック→ホスリック。バミスラク・ペジョラチブ→ベルミスラックス（ドラゴンの名前）。
声の出演
- ガレン - 松本保典
- ウルリック - 大塚周夫
- バレリアン - 坂本千夏
- ティリアン - 小林清志
- グレイル - 大宮悌二（代表団、神父の後継）
- 国王 - 嶋俊介（ウルランド国王カシオドラス）
- エルスぺス - 井上喜久子（国王の娘）
- ホッジ - 辻村真人（ウルリックの召使い）
- マルキン - 納谷悟朗（代表団）
- ホスリック - 石井敏郎（国王の侍従）
- 部下 - 藤原啓治（ティリアンの副官）
- 神父 - 納谷六朗
- 少女 - 池本小百合（ドラゴンの生贄）
- サイモン - 峰恵研（バレリアンの父、鍛冶屋）
- 女 - 定岡小百合（村人）

日本語版制作
- 翻訳 - 中村久世
- 演出 - 川合茂美
- 制作 - 東北新社